# 19e cérémonie des British Academy Film Awards
Pour la cérémonie des BAFTAs récompensant la télévision, voir la 13e cérémonie des British Academy Television Awards.
La 19e cérémonie des British Academy Film Awards, organisée par la British Academy of Film and Television Arts, s'est déroulée en 1966 et a récompensé les films sortis en 1965.

## Palmarès

### Meilleur film
- My Fair Lady
  - Zorba le Grec (Αλέξης Ζορμπάς)
  - Hamlet (Гамлет)
  - La Colline des hommes perdus (The Hill)
  - Le Knack... et comment l'avoir (The Knack …and How to Get It)

### Meilleur film britannique
- Ipcress – Danger immédiat (The Ipcress File)
  - Darling
  - La Colline des hommes perdus (The Hill)
  - Le Knack... et comment l'avoir (The Knack …and How to Get It)

### Meilleur acteur
- Meilleur acteur britannique :
  - Dirk Bogarde pour le rôle de Robert Gold dans Darling
    - Harry Andrews pour le rôle de l'Adjudant-chef Bert Wilson dans La Colline des hommes perdus (The Hill)
    - Michael Caine pour le rôle d'Harry Palmer dans Ipcress - Danger immédiat (The Ipcress File)
    - Rex Harrison pour le rôle du Pr Henry Higgins dans My Fair Lady

- Meilleur acteur étranger :
  - Lee Marvin pour le rôle de Kid Shelleen / Tim Strawn dans Cat Ballou
  - Lee Marvin pour le rôle de Charlie Strom dans À bout portant (The Killers)
    - Anthony Quinn pour le rôle d'Alexis Zorba dans Zorba le Grec (Αλέξης Ζορμπάς)
    - Innokenti Smoktunovsky pour le rôle d'Hamlet dans Hamlet (Гамлет)
    - Jack Lemmon pour le rôle de Sam Bissel dans Prête-moi ton mari (Good Neighbor Sam)
    - Jack Lemmon pour le rôle de Stanley Ford dans Comment tuer votre femme (How to Murder Your Wife)
    - Oskar Werner pour le rôle de Willie Schumann dans La Nef des fous (Ship of Fools)

### Meilleure actrice
- Meilleure actrice britannique :
  - Julie Christie pour le rôle de Diana Scott dans Darling
    - Julie Andrews pour le rôle d'Emily Barham dans Les Jeux de l'amour et de la guerre (The Americanization of Emily)
    - Julie Andrews pour le rôle de Maria von Trapp dans La Mélodie du bonheur (The Sound of Music)
    - Maggie Smith pour le rôle de Nora dans Le Jeune Cassidy (Young Cassidy)
    - Rita Tushingham pour le rôle de Nancy Jones dans Le Knack... et comment l'avoir (The Knack …and How to Get It)

- Meilleure actrice étrangère :
  - Patricia Neal pour le rôle du Lt. Maggie Haines dans Première victoire (In Harm's Way)
    - Lila Kedrova pour le rôle de Madame Hortense dans Zorba le Grec (Αλέξης Ζορμπάς)
    - Simone Signoret pour le rôle de La Contessa dans La Nef des fous (Ship of Fools)

### Meilleur scénario britannique
- Darling – Frederic Raphael
  - La Colline des hommes perdus (The Hill) – Ray Rigby
  - Ipcress – Danger immédiat (The Ipcress File ) – Bill Canaway et James Doran
  - Le Knack... et comment l'avoir (The Knack …and How to Get It) – Charles Wood

### Meilleure direction artistique
- Meilleure direction artistique britannique – Noir et blanc :
  - Darling – Ray Simm
    - Aux postes de combat (The Bedford Incident) – Arthur Lawson
    - La Colline des hommes perdus (The Hill) – Herbert Smith
    - Rotten to the Core – Alex Vetchinsky

- Meilleure direction artistique britannique – Couleur :
  - Ipcress – Danger immédiat (The Ipcress File) – Ken Adam
    - Lord Jim – Geoffrey Drake
    - Ces merveilleux fous volants dans leurs drôles de machines (Those Magnificent Men in their Flying Machines, Or How I Flew from London to Paris in 25 Hours 11 Minutes) – Thomas N. Morahan
    - Opération Tonnerre (Thunderball) – Ken Adam

### Meilleurs costumes
- Meilleurs costumes britanniques – Noir et blanc :
Aucune récompense

- Meilleurs costumes britanniques – Couleur :
  - Ces merveilleux fous volants dans leurs drôles de machines (Those Magnificent Men in their Flying Machines, Or How I Flew from London to Paris in 25 Hours 11 Minutes) – Osbert Lancaster et Dinah Greet
    - Les Aventures amoureuses de Moll Flanders (The Amorous Adventures of Moll Flanders) – Elizabeth Haffenden et Joan Bridge
    - Help! – Julie Harris
    - Quand l'inspecteur s'emmêle (A Shot in the Dark) – Margaret Furse
    - Le Jeune Cassidy (Young Cassidy) – Margaret Furse

### Meilleure photographie
- Meilleure photographie britannique – Couleur :
  - La Colline des hommes perdus (The Hill) – Oswald Morris
    - Darling – Kenneth Higgins
    - Le Knack... et comment l'avoir (The Knack ...and How to Get It) – David Watkin
    - Répulsion (Repulsion) – Gilbert Taylor

- Meilleure photographie britannique – Couleur :
  - Ipcress – Danger immédiat – (The Ipcress File) – Otto Heller
    - Help! – David Watkin
    - Lord Jim – Freddie Young
    - Ces merveilleux fous volants dans leurs drôles de machines (Those Magnificent Men in their Flying Machines, Or How I Flew from London to Paris in 25 Hours 11 Minutes) – Christopher Challis

### Meilleur film d'animation
- Be Careful Boys – Vera Linnecar, Nancy Hanna, Keith Learner
  - The Bargain – Beryl Stevens
  - Birds, Bees and Storks – John Halas
  - Hoffnung Symphony Orchestra – Harold Whitaker

### Meilleur film documentaire
- Tokyo Olympiades (Tôkyô orimpikku ) – Kon Ichikawa
  - Brute Force and Finesse – Max Morgan Witts
  - Deckie Learner – Michael Grigsby
  - Stravinsky – Wolf Koenig (en) et Roman Kroitor

### Meilleur court-métrage
- Rig Move – Don Higgins
  - 60 Cycles – Jean-Claude Labrecque
  - One of Them Is Named Brett – Roger Graef

### Meilleur film spécialisé
- I Do - and I Understand – Derek Williams
  - Town Nurse, Country Nurse – Don Higgins

### United Nations Awards
- Tokyo Olympiades (Tôkyô orimpikku)
  - Zorba le Grec (Αλέξης Ζορμπάς)
  - Point limite (Fail-Safe)
  - Un Caïd (King Rat)

### Meilleur nouveau venu dans un rôle principal
Récompense les jeunes acteurs dans un rôle principal.
- Judi Dench pour le rôle de l'épouse dans Quatre Heures du matin
  - Tom Nardini pour le rôle de Jackson Two-Bears dans Cat Ballou
  - Barbara Ferris pour le rôle de Dinah dans Sauve qui peut (Catch Us If You Can)
  - Michael Crawford pour le rôle de Colin dans Le Knack... et comment l'avoir (The Knack ...and How to Get It)

## Récompenses et nominations multiples

### Nominations multiples
Films
6 : La Colline des hommes perdus, Le Knack... et comment l'avoir, Darling
4 : Zorba le Grec, Ipcress – Danger immédiat
3 : Ces merveilleux fous volants dans leurs drôles de machines
2 : My Fair Lady, Cat Ballou, La Nef des fous, Le Jeune Cassidy, Lord Jim, Help!, Hamlet, Tokyo Olympiades
Personnalités
2 : Lee Marvin, Jack Lemmon, Julie Andrews, Ken Adam, Margaret Furse, David Watkin, Don Higgins

### Récompenses multiples
Films
4 / 6 : Darling
3 / 4 : Ipcress – Danger immédiat
2 / 2 : Tokyo Olympiades
Personnalité
2 / 2 : Lee Marvin

### Les grands perdants
0 / 6 : Le Knack... et comment l'avoir
1 / 6 : La Colline des hommes perdus